# Амблиопија
Амблиопија (лат. amblyopia) или слабовидост (лењо око) је сензорни поремећај, који настаје због немогућности развоја видне оштрине на једном или оба ока, без офталмоскопски видљивих узрока.
Инциденца амблиопије нормалне популације износи око 2-6%. Студија коју су спровели Атебо и сарадници показује да је овај поремећај присутан код 3,2% одраслих, и то због анизометропије у 50%, страбизма у 19%, због страбизма и анизометропије у 27% и због депривације вида у 4% случајева.

## Етиологија
Узрок амблиопије може бити сваки поремећај, који не дозвољава формирање једнаких слика у оба ока и спровођене истоветних сигнала до видних центара у кори великог мозга. Најчешћа стања која доводе до амблиопије су:
- страбизам,
- аномалије рефракције,
- кратковидност (миопија),
- далековидност (хиперметропија),
- астигматизам итд.

Када очи разроког детета наизменично фиксирају предмете, тада је оштрина вида подједнака на оба ока. Међутим, ако једно око постане чешће водеће, видна оштрина страбичног ока или остаје на нивоу на коме је била при настајању ових сензорних промена или долази до пада већ постојеће видне оштрине. При томе водеће око и даље развија своју видну оштрину.

## Клиничка слика
Снижена оштрина вида не може се поправити корекционим стаклима, мада при томе не постоје органске промене које би могле да објасне ово смањење оштрине вида (функционална амблиопија). Ако постоје органске промене онда је смањење оштрине знатно веће него што би то одговарало постојећим органским променама (органска амблиопија). 
Амблиопија се развија у периоду од рођења до девете године и што је дете млађе видни систем је осетљивији. Нелечена амблиопија води неповратном слабљењу видне оштрине и једној врсти инвалидности.

## Дијагноза
Код сасвим малог детета, ако се посумња на скретање једног ока (или наизменично оба), преглед се врши помоћу теста покривања једног па другог ока застором, чиме се открива постојање евентуалних неправилности.

## Лечење
Веома је важно да се на време уочи и најмањи поремећај у окуломоторној равнотежи детета. Рано откривање сметњи у развоју монокуларног и бинокуларног вида и њихово уклањање могу спречити стварање сензорних поремећаја у току развоја. Прве мере су једноставне и лакше за примену у раном животном добу пацијента (атропизирање водећег, затварање - оклузија бољег ока уз врло рану оптичку корекцију рефракционих аномалија). Оне дају боље резултате од мера које се касније предузимају: плеоптика (лечење амблиопије путем вежби), ортоптика (вежбе против сензорних поремећаја код страбизма) и вежбе бинокуларног вида.
Осим класичних метода, данас су у употреби и фотостимулација и компјутерске вежбе. Овај вид лечења се састоји од низа вежби које су засноване на синтези обојених и црно-белих објеката различите величине, форме и брзине померања по екрану, која зависи од постављених задатака пред пацијента, његовог узраста и степена оштећења вида.